# Siniger
Siniger (bułg. Синигер) – wieś w Bułgarii, w obwodzie Kyrdżali, w gminie Krumowgrad. W 2024 roku liczyła 85 mieszkańców.